# Château de l'Échelle
Ne doit pas être confondu avec le château du Pas-de-l'Echelle sur Monnetier (ermitage) ou encore le château de L'Échelle dans les Ardennes.
Le château de l'Échelle est une ancienne maison forte du XIVe siècle, qui se dresse sur la commune de La Roche-sur-Foron, une commune française, dans le département de la Haute-Savoie en région Auvergne-Rhône-Alpes. Son parc répertorié à inventaire général du patrimoine culturel.

## Situation
Le château de l'Échelle se situe à l'extrémité septentrionale du rocher fortifié du bourg genevois de La Roche. Il est, avec la  tour du Comte de Genève et le château du Saix, situés à quelques mètres, l'une des composantes de l'enceinte fortifiée qui enserrait la plate-forme dite du « Plain-Château ».
Cet ensemble fortifié dominait la vallée de l'Arve et le Faucigny, la maison forte protégeant plus particulièrement l'une des quatre portes, celle de Dompmartin, au nord-est, et le chemin montant de la route de Bonneville.

## Historique

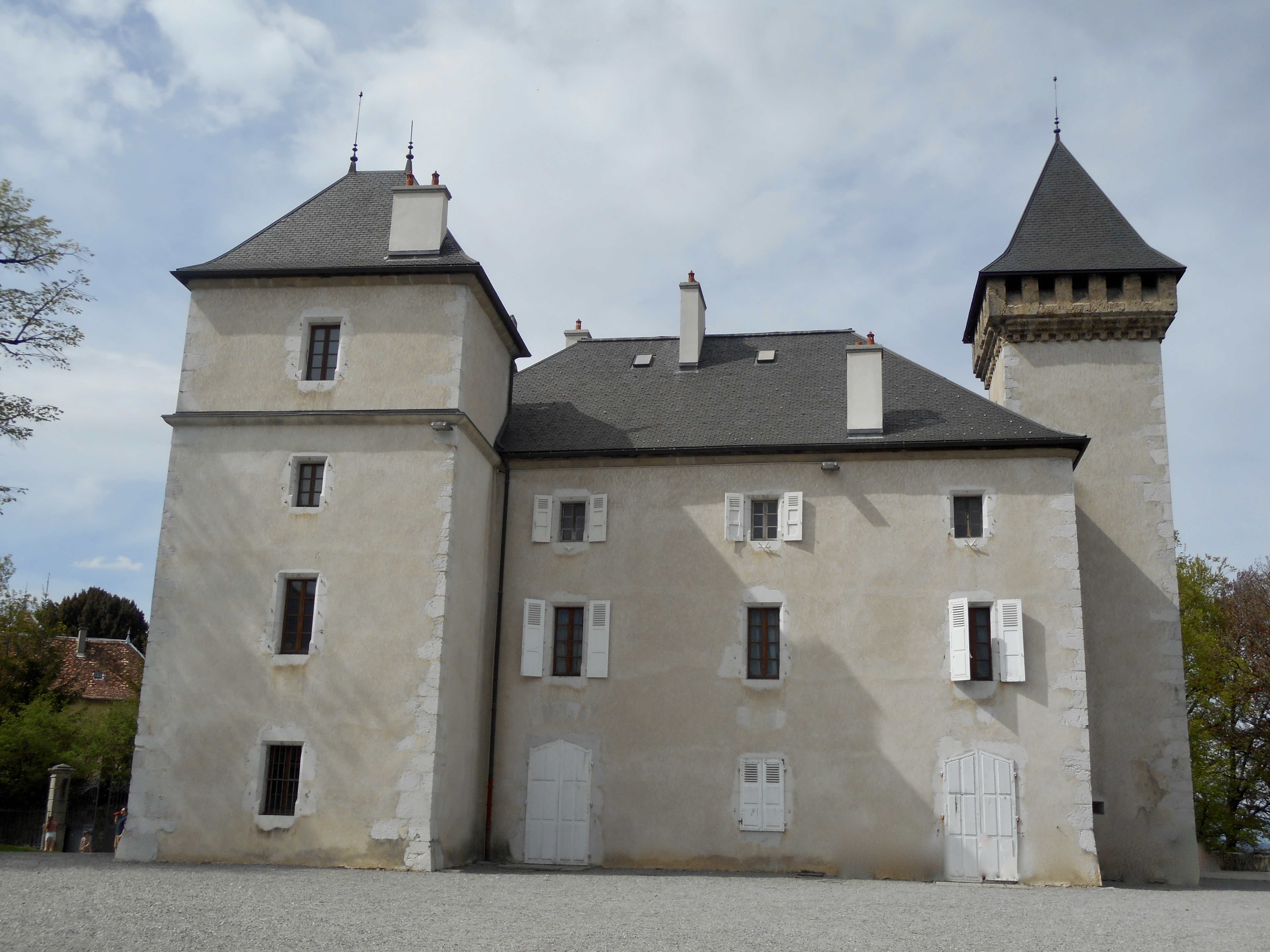
Château de l'Échelle (printemps 2019).

Le château de l'Échelle est probablement à l'origine une possession des comtes de Genève. Son existence remonte probablement au XIIe siècle. Le 29 avril 1305, le comte Amédée II de Genève fait hommage lige à l'évêque de Genève, Aymon de Quart, pour un ensemble de droits, dont le château,.
En 1330, il est aux mains de la famille Cohendier, une famille de notaires,. Il passe ensuite à la famille de Benevix, originaire des Gets. En 1679, ces derniers le vendent à Louis de Chissé de Pollinge, en 1679. Il est donné en partage, en 1709, à sa fille, Jeanne-Aimée de Chissé de Pollinge, mariée à Marc-Antoine Saultier de La Balme. Le château échoit à leur fils, Charles Saultier de La Balme. Cette famille le conservera jusqu'au début du XIXe siècle, ou il le cède à la famille Rogès. 
Jean-Georges de Chissé de Pollinge en fait l'acquisition en 1858,. Sa fille, Polyxène de Chissé, en hérite.
La comtesse Potocka en est propriétaire au XXe siècle, et le château connaît une période faste, avant que le propriétaire qui lui succède, M. Diébolt, le dépouille et vende tout ce qui peut l'être. Faute d'entretien le château se dégrade ; la commune en fait l'acquisition, ainsi que les terrains environnants et procède à sa restauration et le reconvertit en centre d'animation culturelle. Le parc de quatre hectares est, quant à lui, transformé en jardin public.

## Description

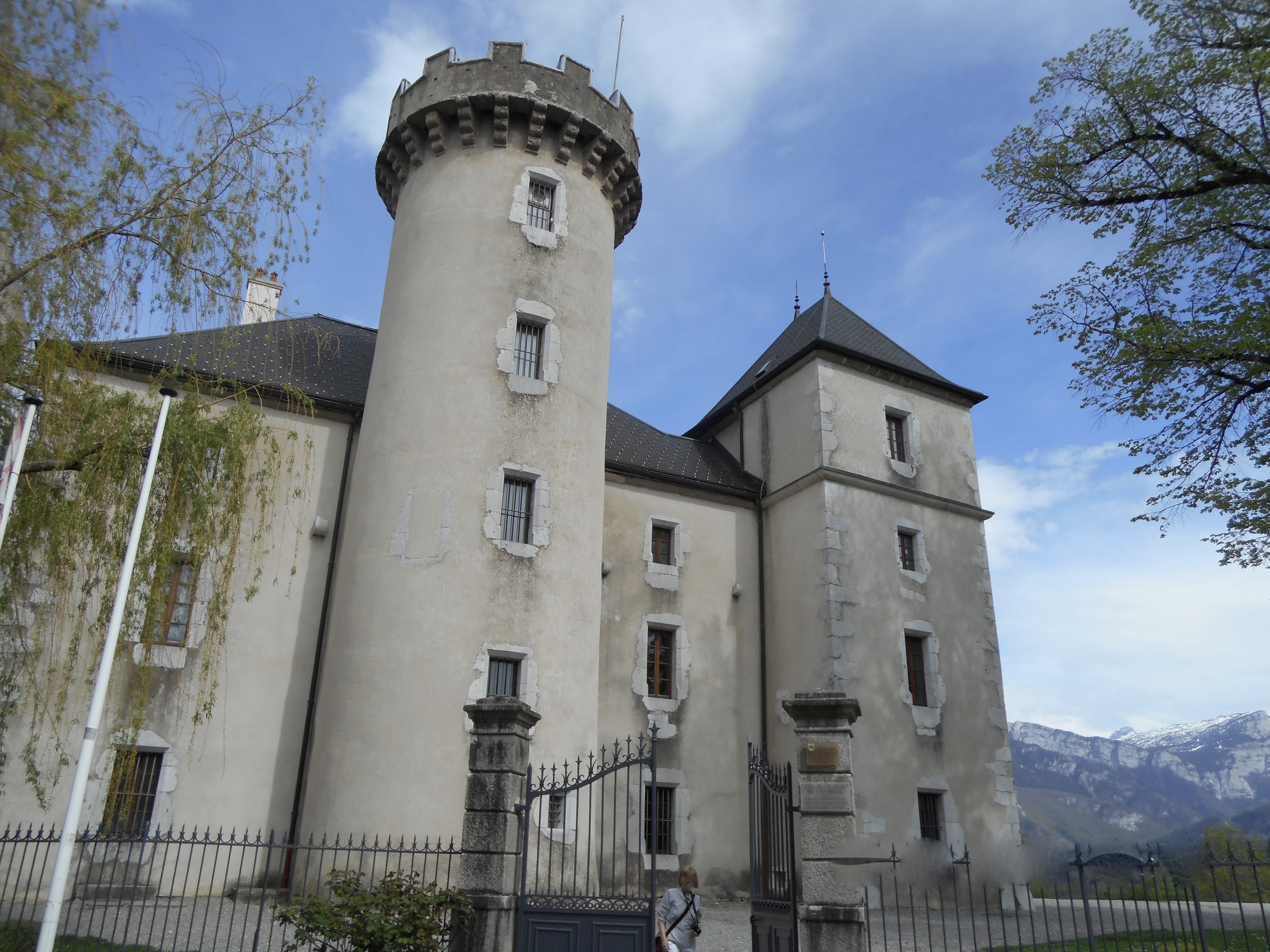
Grille d'entrée du château de l'Échelle (printemps 2019).

Le château de l'Échelle est une maison forte qui était constituée d'un logis principal auquel était associé deux tours ornées de créneaux et de mâchicoulis.

## Parc

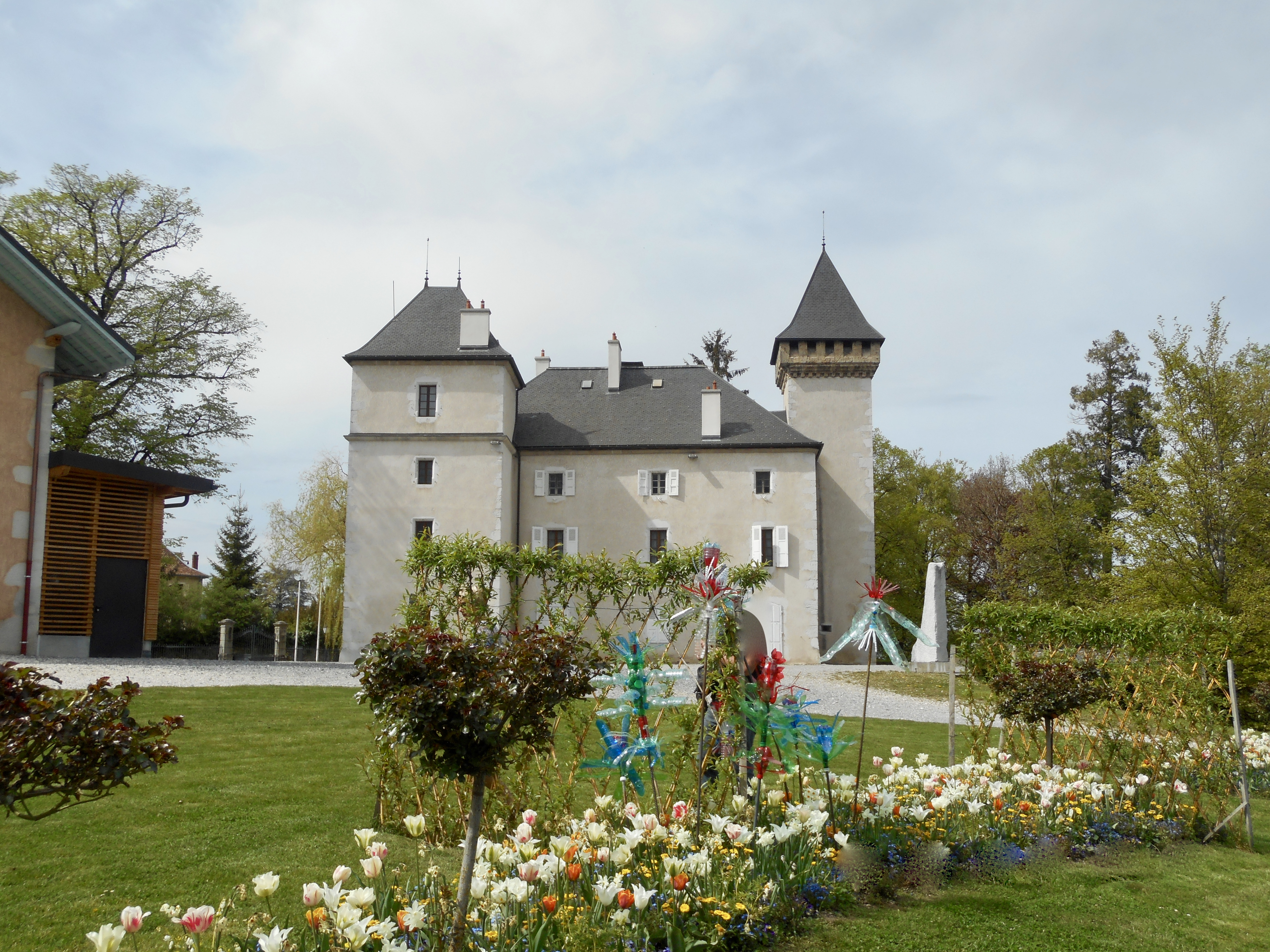
Parc (printemps 2019).

Le parc du château est répertorié à inventaire général du patrimoine culturel.